# Apate niger
Apate niger là một loài bọ cánh cứng trong họ Bostrichidae. Loài này được Melsheimer miêu tả khoa học năm 1806.